# Vasco Live 2007
Il Vasco Live 2007 è una tournée del cantautore italiano Vasco Rossi.

## Le date
| Data              | Città             | Stato             | Luogo                        | Spettatori     |
| ----------------- | ----------------- | ----------------- | ---------------------------- | -------------- |
| Prima parte       |                   |                   |                              |                |
| 13 giugno 2007    | Latina            | Italia            | Stadio Domenico Francioni    | 18.000         |
| 17 giugno 2007    | Venezia           | Italia            | Heineken Jammin' Festival    | DATA ANNULLATA |
| 21 giugno 2007    | Milano            | Italia            | Stadio San Siro              | 72.408         |
| 22 giugno 2007    | Milano            | Italia            | Stadio San Siro              | 72.251         |
| 27 giugno 2007    | Roma              | Italia            | Stadio Olimpico              | 62.831         |
| 28 giugno 2007    | Roma              | Italia            | Stadio Olimpico              | 62.846         |
| 3 luglio 2007     | Torino            | Italia            | Stadio delle Alpi            | 73.214         |
| 7 luglio 2007     | Messina           | Italia            | Stadio San Filippo           | 40.000         |
| 10 luglio 2007    | Bari              | Italia            | Stadio San Nicola            | 75.000         |
| 14 luglio 2007    | Ancona            | Italia            | Stadio del Conero            | 38.000         |
| Seconda parte     |                   |                   |                              |                |
| 9 settembre 2007  | Cosenza           | Italia            | Stadio San Vito              | 25.000         |
| 11 settembre 2007 | Firenze           | Italia            | Stadio Artemio Franchi       | 43.000         |
| 15 settembre 2007 | Bologna           | Italia            | Stadio Renato Dall'Ara       | 40.000         |
| 19 settembre 2007 | Verona            | Italia            | Stadio Marcantonio Bentegodi | 44.000         |
| 22 settembre 2007 | Torino            | Italia            | Stadio delle Alpi            | 73.572         |
| 26 settembre 2007 | Udine             | Italia            | Stadio Friuli                | 42.000         |
| totale spettatori | totale spettatori | totale spettatori | totale spettatori            | 717.122        |

Lo stesso anno esce un doppio DVD intitolato Vasco@Olimpico.07 che contiene registrazioni live tratte dai due concerti tenuti il 27 e il 28 giugno 2007 a Roma, presso lo Stadio Olimpico con un estratto della scaletta. Oltre al concerto, un secondo disco contiene anche il road movie, l'intervista e la galleria fotografica, oltre che la versione per iPod video di tutto il concerto romano.

## Scaletta
1. Cavalleria Rusticana
2. Intro 2007
3. Basta poco
4. Cosa c'è
5. Blasco Rossi
6. Voglio andare al mare
7. La compagnia
8. Buoni o cattivi
9. Lunedì
10. Non sopporto
11. Anima fragile
12. Siamo soli
13. Un senso
14. Interludio
15. Medley (Domani sì adesso no, La strega , Cosa vuoi da me, Delusa, Sono ancora in coma)
16. Vivere una favola
17. Stupendo
18. Come stai
19. Sally
20. C'è chi dice no
21. Gli spari sopra
22. Siamo solo noi
23. Rewind
24. Ciao
25. Bollicine
26. Vivere
27. Stupido hotel
28. Vita spericolata
29. Canzone
30. Albachiara

### Canzoni suonate
| Non siamo mica gli americani! (1979) | Albachiara - La strega (la diva del sabato sera)*                  |
| Colpa d'Alfredo (1980)               | Anima fragile                                                      |
| Siamo solo noi (1981)                | Siamo solo noi - Voglio andare al mare                             |
| Vado al massimo (1982)               | Canzone - Sono ancora in coma*                                     |
| Bollicine (1983)                     | Bollicine - Vita spericolata                                       |
| Cosa succede in città (1985)         | Cosa c'è - Domani sì adesso no*                                    |
| C'è chi dice no (1987)               | Blasco Rossi - C'è chi dice no - Ciao - Lunedì - Vivere una favola |
| Gli spari sopra (1993)               | ...Stupendo - Delusa* - Gli spari sopra - Vivere                   |
| Nessun pericolo... per te (1996)     | Sally                                                              |
| Canzoni per me (1998)                | Rewind                                                             |
| Stupido hotel (2001)                 | Siamo soli - Stupido hotel                                         |
| Buoni o cattivi (2004)               | Buoni o cattivi - Come stai - Cosa vuoi da me* - Un senso          |
| Vasco Extended Play (2007)           | Basta poco - La compagnia                                          |
| Il mondo che vorrei (2008)           | Non sopporto                                                       |

* Nel medley

## Formazione
- Vasco Rossi: voce
- Claudio Golinelli: basso
- Alberto Rocchetti: tastiere
- Stef Burns: chitarra ritmica/chitarra solista
- Frank Nemola: tromba, tastiere, programmazione, cori, percussioni
- Maurizio Solieri: chitarra ritmica/chitarra solista
- Matt Laug: batteria
- Andrea Innesto: sax
- Clara Moroni: cori